# 十八面體
在幾何學中，十八面體（英語：octadecahedron）是指具有十八個面的多面體。在十八面體當中沒有任何一個形狀是正多面體，換言之即正十八面體並不存在，但仍有存在一些等面或等角的十八面體，亦有一些十八面體皆由正多邊形組成，例如：正八角反稜柱、正十六角柱和正四角帳塔柱等。
一般而言，十八面體一詞並不代表任何特定的立體。然而，在化學中，十八面體一詞通常會指邊收縮二十面體，其為一種由18個面構成並具備C2v對稱性的立體，其構成方式是將正二十面體的其中一條邊收縮掉。這個立體是十八面體硼烷離子（[B11H11]2−）的分子結構。

## 凸十八面體
所有十八面體中一共有107,854,282,197,058個拓撲不同構的凸十八面體，不包括鏡像，並且至少需要包含11個頂點（如果兩個多面體具有本質上不同的面排列、邊與頂點的相接方式，則它們是“拓撲不同構”，因為如果兩個立體間有不同的面排列、邊與頂點的相接方式，則就無法僅透過改變邊的長度或邊或面之間的角度來將一個多面體形變成另一個。）

## 常見的十八面體
常見的十八面體中有一些柱體與錐體以及部份的詹森多面體和卡塔蘭立體。

### 十七角錐

十七角錐

十七角錐是一種底面為十七邊形的錐體，其具有18個面、34條邊和18個頂點，其對偶多面體是自己本身。正十七角錐是一種底面為正十七邊形的十七角錐。底邊長為{\displaystyle s}、高為{\displaystyle h}的正十七角錐體積{\displaystyle V}和表面積{\displaystyle S}為：
{\displaystyle V={\frac {17hs^{2}\cot {\frac {\pi }{17}}}{12}}\approx 7.5785hs^{2}}
{\displaystyle S={\frac {17s\left({\sqrt {4h^{2}+s^{2}\cot ^{2}{\frac {\pi }{17}}}}+s\cot {\frac {\pi }{17}}\right)}{4}}\approx 4.25s\left({\sqrt {4h^{2}+28.6174s^{2}}}+5.34953s\right)}

### 十六角柱

正十六角柱

十六角柱是一種底面為十六邊形的柱體，由18個面、48條邊和32個頂點組成。正十六角柱代表每個面都是正多邊形的十六角柱，其每個頂點都是2個正方形和1個十六邊形的公共頂點，頂點圖以{\displaystyle 4{.}4{.}16}表示。正十六角柱在施萊夫利符號中可以用{16}×{}或t{2,16}來表示，在考克斯特符號中可以用來表示，在威佐夫符號中可以利用2 16 | 2來表示，在康威多面體表示法中可以利用P16來表示。底邊長為{\displaystyle s}、高為{\displaystyle h}的正十六角柱體積{\displaystyle V}和表面積{\displaystyle S}為：
{\displaystyle V=4hs^{2}\cot {\frac {\pi }{16}}\approx 20.1094hs^{2}}
{\displaystyle S=8s\left(2h+s\cot {\frac {\pi }{16}}\right)\approx 8s\left(2h+5.02734s\right)}

### 八角反角柱

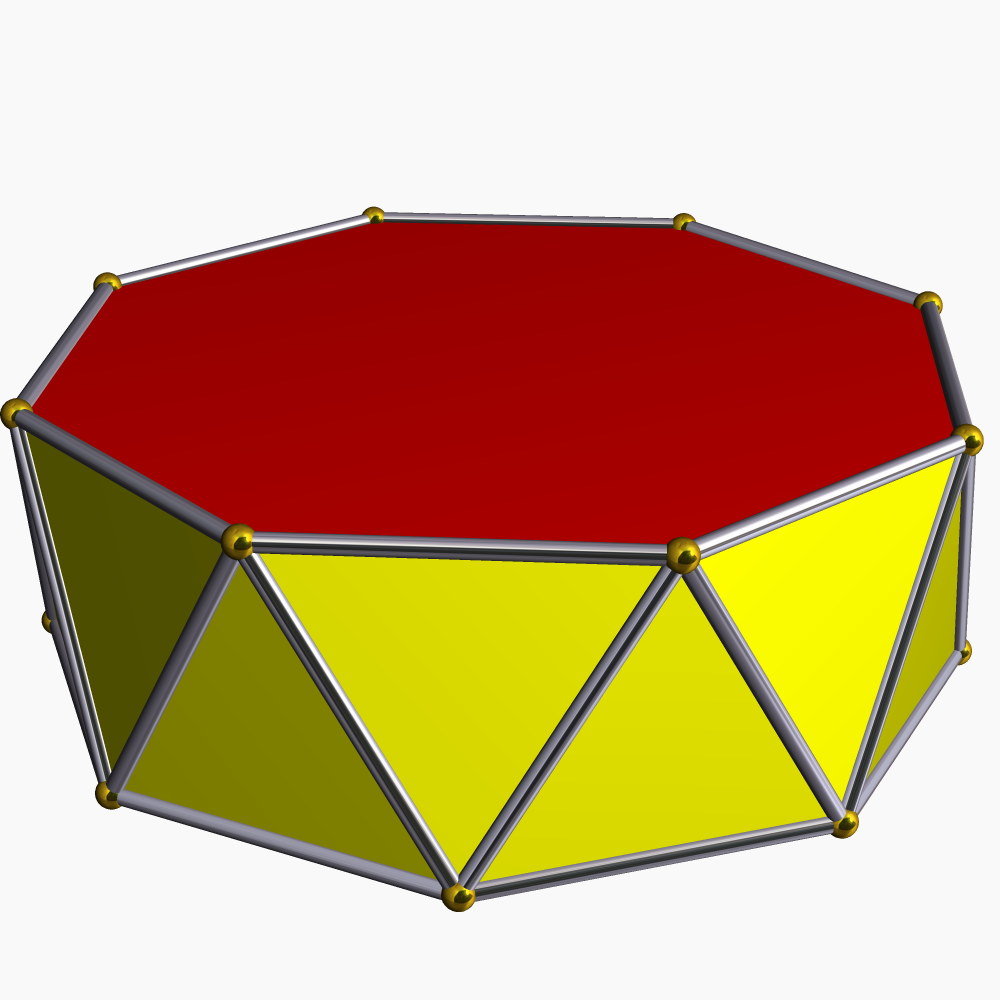
正八角反角柱

八角反角柱是一種底面為八邊形的反角柱，由18個面、32條邊和16個頂點組成。正八角反角柱代表每個面都是正多邊形的八角反角柱，其每個頂點都是3個三角形和1個八邊形的公共頂點，頂點圖以{\displaystyle 3{.}3{.}3{.}8}表示，在施萊夫利符號中可以用{\displaystyle s\left\{{\begin{matrix}2\\8\end{matrix}}\right\}}來表示。邊長為單位長的正八角反角柱體積{\displaystyle V}和表面積{\displaystyle S}為：
{\displaystyle V={\frac {2{\sqrt {2\left(2+{\sqrt {2}}+{\sqrt {146+103{\sqrt {2}}}}\right)}}}{3}}\approx 4.26796}
{\displaystyle S=4\left(1+{\sqrt {2}}+{\sqrt {3}}\right)\approx 16.5851}

### 雙九角錐

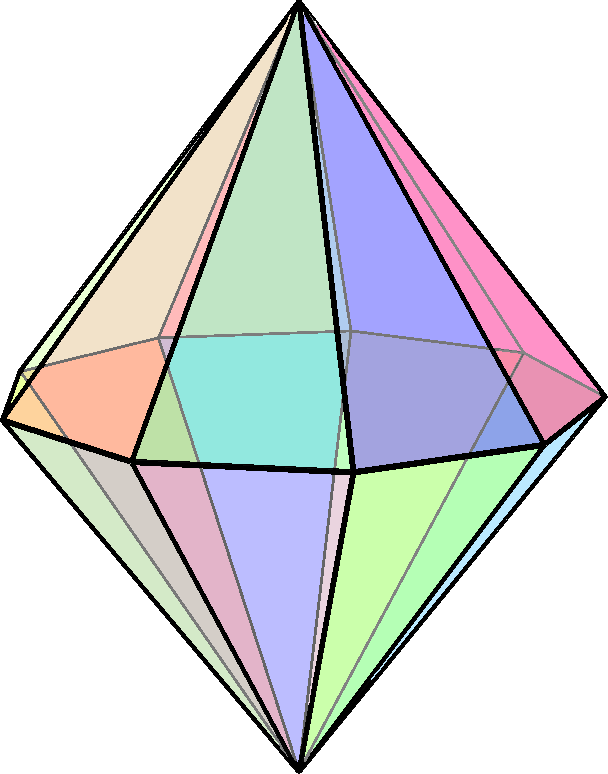
雙九角錐

雙九角錐是一種以九邊形為基底的雙錐體，是十八面體的一種，其可以視為兩個九角錐底面對底面疊合成的立體，由18個面、27條邊和11個頂點組成，對偶多面體為九角柱。
雙九角錐在施萊夫利符號中可以用{ }+{9}來表示，在考克斯特符號中可以用來表示，在康威多面體表示法中可以用dP9來表示。

### 九方偏方面體
九方偏方面體是一種以九邊形為底的偏方面體，由18個全等的鳶形組成，為九角反角柱的對偶多面體，同時也是鳶形多面體，是偏方面體系列的第七個成員。所有九方偏方面體都有18個面、36條邊和20個頂點，其中，頂點有兩種，分別為9個鳶形的公共頂點和3個鳶形的公共頂點。
九方偏方面體是一個等面圖形，即面可遞多面體，其所有面都相等。更具體來說，其不僅所有面都全等，且面與面必須能在其對稱性上傳遞，也就是說，面必須位於同一個對稱性軌道內。這種凸多面體是能做成公正的骰子的形狀。
九方偏方面體在施萊夫利符號中可以用{ }⨁{9}來表示，在考克斯特符號中可以用或來表示，在康威多面體表示法中可以用dA9來表示。

## 在化學中

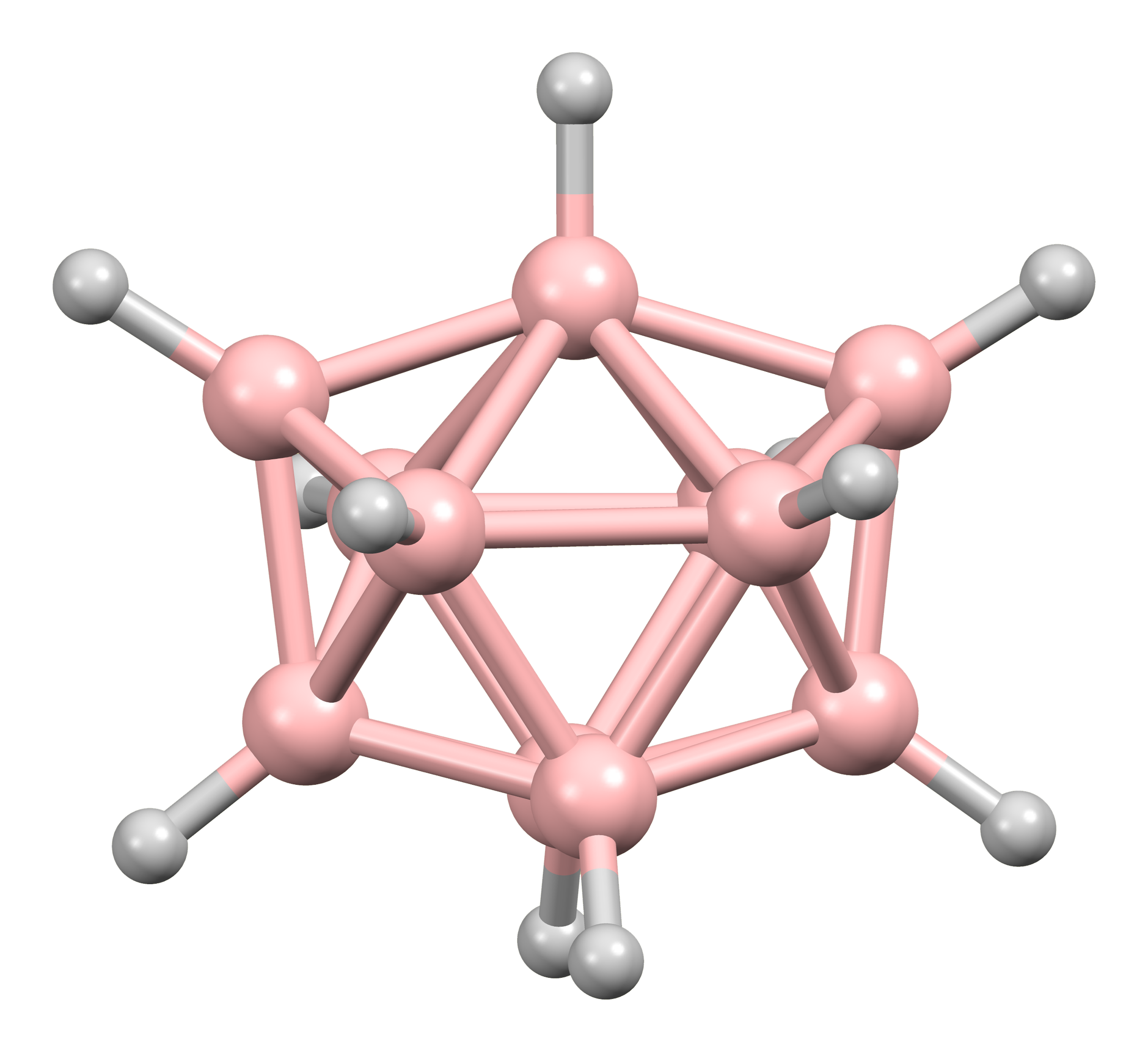
在苄基三乙基銨鹽的晶體結構中發現的十八面體硼烷離子（[B_{11}H_{11}]^{2−}）的球棍模型

在化學中，將十八面體硼烷離子（[B11H11]2−）的氫全部去掉後，可以得到一個幾何結構，在幾何學中，該結構是一個十八面體，並且由18個面、27個邊和11個頂點組成，因此它的對偶多面體是一個十一面體，且歐拉示性數為2。該結構又稱為邊收縮二十面體，是十八面體中的一個特例，其面分布得很均勻，但是比較不像球體，然而具有這種結構在嚴格的凸多面體中，其邊不能等長，因為有的頂點周為有6個面，如果是等邊三角形，在這些頂點的將會共面，導致其無法成為嚴格凸的多面體，而使其不能被視為正三角面多面體。
| 十八面體硼烷 [B11H11]2− | 展開圖 |

## 十八面體列表
| 名稱               | 種類              | 圖像 | 符號                | 頂點 | 邊 | 面 | χ   | 面的種類                                    | 對稱性                        | 展開圖 |
| ------------------ | ----------------- | ---- | ------------------- | ---- | -- | -- | --- | ------------------------------------------- | ----------------------------- | ------ |
| 十六角柱           | 稜柱體            |      | t{2,16} · {16}x{} · | 32   | 48 | 18 | 2   | 2個十六邊形 16個矩形                        | D16h, [16,2], (*16 2 2)       |        |
| 十七角錐           | 稜錐體            |      | ( )∨{17}            | 18   | 34 | 18 | 2   | 1個十七邊形 17個三角形                      | C17v, [17], (*17 17)          |        |
| 雙九角錐           | 雙錐體            |      | { }+{9}             | 11   | 27 | 18 | 2   | 18個三角形                                  | D9h, [9,2], (*229), order 36  |        |
| 八角反角柱         | 反柱體            |      | s{2,16} sr{2,8}     | 16   | 32 | 18 | 2   | 16個三角形 2個八邊形                        | D8d, [2+,16], (2*8), order 32 |        |
| 雙六角錐柱         | 雙角錐柱          |      |                     | 14   | 30 | 18 | 2   | 12個三角形 6個正方形                        | D6h, [6,2], (*226)            |        |
| 八角帳塔           | 帳塔              |      | {8}\|t{8}           | 24   | 40 | 18 | 2   | 16個三角形 16個正方形 1個八邊形 1個十六邊形 | C8v, [1,8], (*8 8), order 16  |        |
| 四角帳塔柱         | 帳塔柱 詹森多面體 |      |                     | 20   | 36 | 18 | 2   | 4個三角形 13個正方形 1個八邊形              | C4v                           |        |
| 同相雙四角帳塔     | 雙帳塔 詹森多面體 |      |                     | 16   | 32 | 18 | 2   | 8個三角形 10個正方形                        | D4h                           |        |
| 異相雙四角帳塔     | 雙帳塔 詹森多面體 |      |                     | 16   | 32 | 18 | 2   | 8個三角形 10個正方形                        | D4d                           |        |
| 加長型球狀屋頂     | 詹森多面體        |      |                     | 12   | 28 | 18 | 2   | 16個三角形 2個正方形                        | C2v                           |        |
| 側錐雙新月雙罩帳   | 凹多面體          |      |                     | 15   | 31 | 18 | 2   | 2×4+5個正三角形 2個正方形 3個五邊形         |                               |        |
| 邊收縮二十面體     | 凸多面體          |      |                     | 11   | 27 | 18 | 2   | 18個三角形                                  | C2v, [2], (*22), order 4      |        |
| 小斜方立方體       | 星形均勻多面體    |      |                     | 24   | 48 | 18 | -6  | 12個正方形 6個正八邊形                      | Oh, [4,3], *432               |        |
| 小十二面半十二面體 | 星形均勻多面體    |      |                     | 30   | 60 | 18 | -12 | 12個正五邊形 6個正十邊形                    | Ih, [5,3], *532               |        |
| 大斜方立方體       | 星形均勻多面體    |      |                     | 24   | 48 | 18 | -6  | 12個正方形 6個正八角星                      | Oh, [4,3], *432               |        |
| 大十二面半十二面體 | 星形均勻多面體    |      |                     | 30   | 60 | 18 | -12 | 12個正五角星 6個正十角星                    | Ih, [5,3], *532               |        |